# إيجل هيل
إيجل هيل هو كاتب سير نرويجي، ولد في 28 أبريل 1923، وتوفي في 2006.